# Sphagnum sanguinale
Sphagnum sanguinale är en bladmossart som beskrevs av Warnstorf 1898. Sphagnum sanguinale ingår i släktet vitmossor, och familjen Sphagnaceae. Inga underarter finns listade i Catalogue of Life.